# Cornelio Marchetto
Cornelio Marchetto (Boyeux-Saint-Jérôme, 17 agosto 1924 – Grugliasco, 22 febbraio 2005) è stato un calciatore italiano, di ruolo attaccante.

## Caratteristiche tecniche
È stato impiegato come centravanti o come ala destra.

## Carriera
Cresciuto nel Dopolavoro Fiat, milita in seguito nella Juventus, che lo pone in lista di trasferimento nell'estate 1945. Nel campionato 1945-1946 è all'Asti, in Serie C, con cui sfiora l'approdo in Serie B perdendo la finale contro la Mestrina. L'anno successivo esordisce tra i cadetti, acquistato dal Piacenza: con gli emiliani viene impiegato da centravanti alternandosi a Silvio Naldi e realizza 10 reti in 33 partite, risultando il miglior marcatore stagionale della squadra. A fine stagione, tuttavia, non viene riconfermato, sostituito nel suo ruolo da Angiolo Bonistalli, e fa ritorno all'Asti: la formazione piemontese ottiene l'ammissione alla Serie C 1948-1949 grazie alle reti di Marchetto, che si laurea capocannoniere del girone.
Nel 1948 viene acquistato dal Messina, sempre in Serie C. Nella sua prima stagione i siciliani si piazzano a centroclassifica, e Marchetto con 9 reti è il secondo miglior marcatore dietro al capocannoniere Bertolin; riconfermato anche nell'annata successiva, mette a segno 14 reti in campionato e due nello spareggio-promozione contro il Cosenza, contribuendo all'ascesa della formazione peloritana in Serie B. Tra i cadetti viene impiegato con minore continuità (20 presenze e 7 reti), spostato nel ruolo di ala destra per fare posto all'olandese Voogt al centro dell'attacco.
Nell'estate 1951, messo in lista di trasferimento dalla società giallorossa, passa al Siena, in Serie C. Nella prima stagione realizza 13 reti, portando i toscani al quarto posto nel campionato di Serie C 1951-1952 e quindi agli spareggi per l'ammissione alla nuova Serie C a girone unico, persi contro Alessandria, Molfetta e Marzoli Palazzolo. Nel successivo campionato di IV Serie il rendimento cala, e realizza 5 reti in 26 partite. L'anno successivo si trasferisce all'Ascoli, sempre in IV Serie.
Ha disputato 53 partite con 17 reti in Serie B, con le maglie di Piacenza e Messina.

## Palmarès
- Campionato italiano Serie C: 1

Messina: 1949-1950